# Torom
Il Torom (in russo Тором?) è un fiume dell'Estremo Oriente russo. Scorre nel Tuguro-Čumikanskij rajon del Territorio di Chabarovsk e sfocia nella baia del Torom (Toromskaja guba), una piccola insenatura all'interno del golfo della Uda.
Il fiume ha origine sul versante orientale della catena del Taikan, a est del monte Molibdenovaja. Scorre in direzione nord-est tra le catene montuose Tylsky e Vjuko. Nel medio corso cambia direzione verso nord ed entra in un'ampia valle paludosa dove si divide in molti canali. La lunghezza del fiume è di 176 km, l'area del bacino è di 4 430 km².